# Jan Nepomuk Woldřich
Jan Nepomuk Woldřich (15. června 1834 Zdíkov – 3. února 1906 Královské Vinohrady) byl český geolog, paleontolog, amatérský archeolog a politik; v druhé polovině 19. století poslanec Říšské rady.

## Život
Jan Nepomuk Woldřich se narodil 15. června 1834 ve Zdíkově. Obecnou školu vychodil ve Zdíkovci. Od roku 1845 navštěvoval normální hlavní školu v Českých Budějovicích. Rovněž tam studoval na piaristickém gymnáziu. Na Vídeňské univerzitě studoval přírodní vědy a zde také v roce 1859 dosáhl doktorátu filozofie. Potom působil jako středoškolský profesor v Prešově, v Banské Štiavnici, v Salcburku a od roku 1869 až do roku 1893 jako profesor na akademickém gymnáziu ve Vídni. Pro střední školy napsal učebnice Rukověť zoologie a Tělověda člověka. Je autorem dodnes uznávané trojdílné vysokoškolské učebnice Všeobecná geologie se zvláštním zřetelem k zemím koruny České, kterou dokončil krátce před svou smrtí. V roce 1893 byl jmenován mimořádným profesorem geologie a paleontologie na české univerzitě v Praze a v roce 1899 byl jmenován řádným profesorem. V roce 1905 se vzdal pedagogické činnosti a věnoval se zpracování svých archeologických materiálů.
Angažoval se v národních spolcích. Byl členem ústředního výboru Národní jednoty pošumavské. Měl titul dvorního rady. Byl rovněž členem České akademie věd a umění.
Byl aktivní i politicky. Působil krátce jako poslanec Říšské rady (celostátního parlamentu Předlitavska), kam usedl v doplňovacích volbách roku 1889 za kurii venkovských obcí v Čechách, obvod Prachatice, Vimperk atd. Nastoupil 7. února 1889 místo Adolfa Josefa Schwarzenberga. Ve volebním období 1885–1891 se uvádí jako „Dr. Johann Woldřich, profesor na c. k. akademickém gymnáziu, bytem Vídeň“.
Na Říšské radě se ještě v dubnu 1889 uvádí jako nezařazený (divoký) poslanec. V lednu 1890 je zmiňován coby člen Českého klubu, který v té době (po odchodu mladočechů) sdružoval převážně politiky staročeské orientace. Sám patřil mezi staročechy. Podle jiného zdroje se ještě v roce 1890 uváděl coby poslanec bez klubové příslušnosti.
Zemřel v únoru 1906. Pochován je na Vinohradském hřbitově.
Na jeho rodném domě č. p. 168 ve Zdíkově je pamětní deska významného rodáka a jeho jméno je uvedeno i v reklamní brožurce o mikroregionu Šumavské podhůří, vydané obecním úřadem Zdíkov v roce 2006.

## Dílo
Význam jeho celoživotní práce spočívá v tom, že se velkým podílem zasloužil o poznání jihočeské fauny, především výzkumy v okolí Sudslavic a údolí řeky Volyňky, ale i fauny na jižní Moravě, v okolí Prahy, severních Čechách, v zahraničí v Dolních Rakousích, Dalmácii a Istrii.
Velkou měrou přispěl k archeologickému výzkumu jižních Čech. Provedl řadu výkopů na pravěkých sídlištích a prokopal desítky mohyl z doby bronzové až slovanské. Výzkum prováděl především v širokém okolí Českých Budějovic, Týna nad Vltavou, Vodňan, Netolic, Volyně, Protivína a Písku. Výsledky své práce pečlivě publikoval, doprovázel je četnými kresbami předmětů i plánky jako půdorysy hradišť, profily zkoumaných opevnění apod. Jeho publikace a dokumentace dodnes slouží jako velmi užitečné a potřebné při dalších archeologických výzkumech v jižních Čechách.
Vedle této činnosti se podílel i na studiu paleolitu v Čechách a zasloužil se zánik mylné teorie o megalitických stavbách a tzv. obětních kamenech.
Je autorem i několika pedagogických spisů. Jeho práce, psané převážně německy ale i česky, se vždy dotýkaly snahy rozšířit ve světě povědomí o jižních Čechách a rodné šumavské obci. Jsou známy tituly 21 prací, publikovaných v letech 1874 až 1903 v oboru archeologie, geologie a paleontologie. Část Woldřichovy pozůstalosti z archeologických průzkumů v jižních Čechách odkázala vdova v letech 1910–1915 do sbírek Národního muzea v Praze. Zasloužil se také o vznik české geologické terminologie.